# Tofs

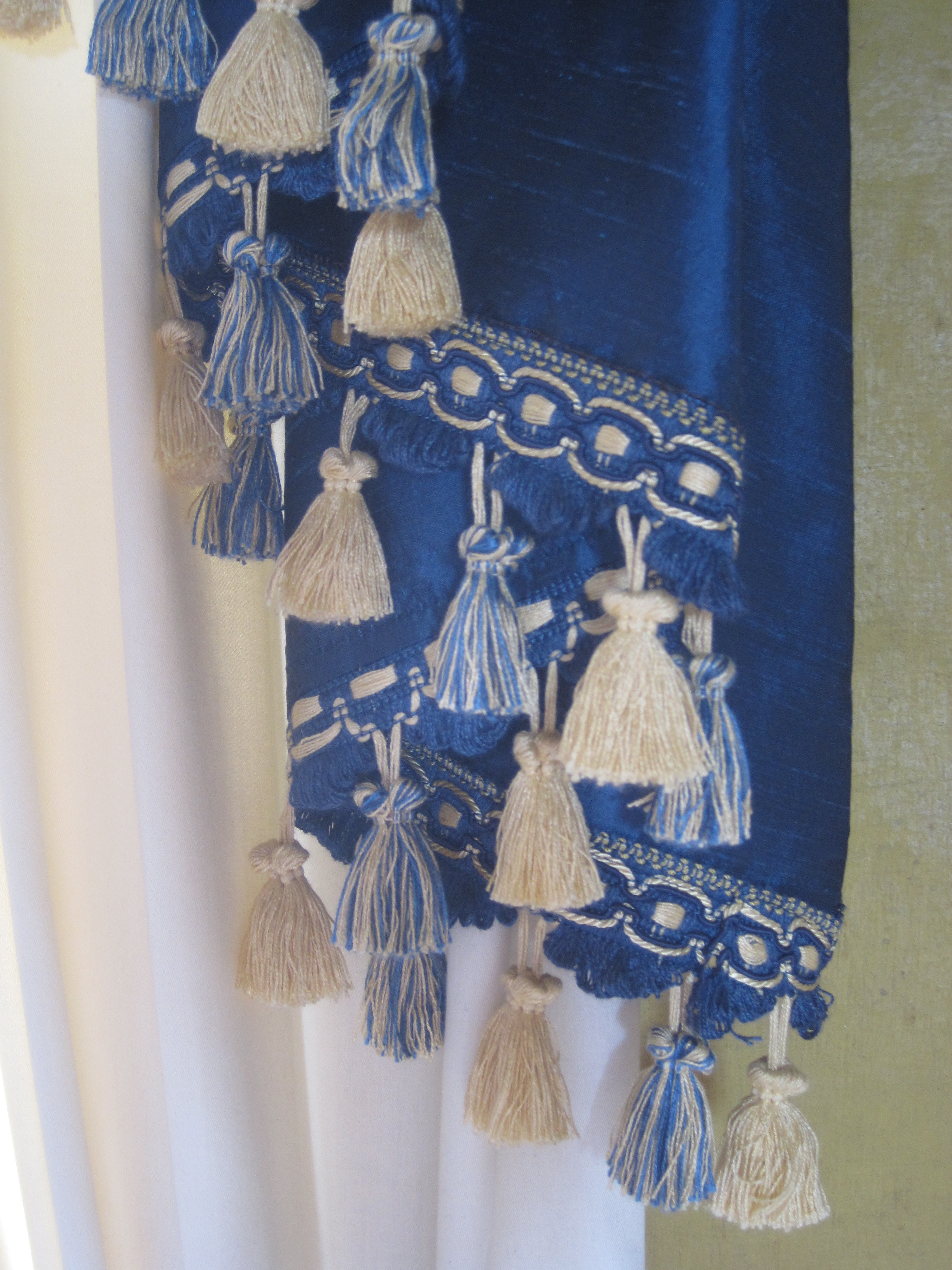
Tofsar som del av ett gardinarrangemang.

En tofs är ett sammanhållet knippe av trådar, strån eller dylikt, särskilt garn eller hår.